# Tubby Hayes

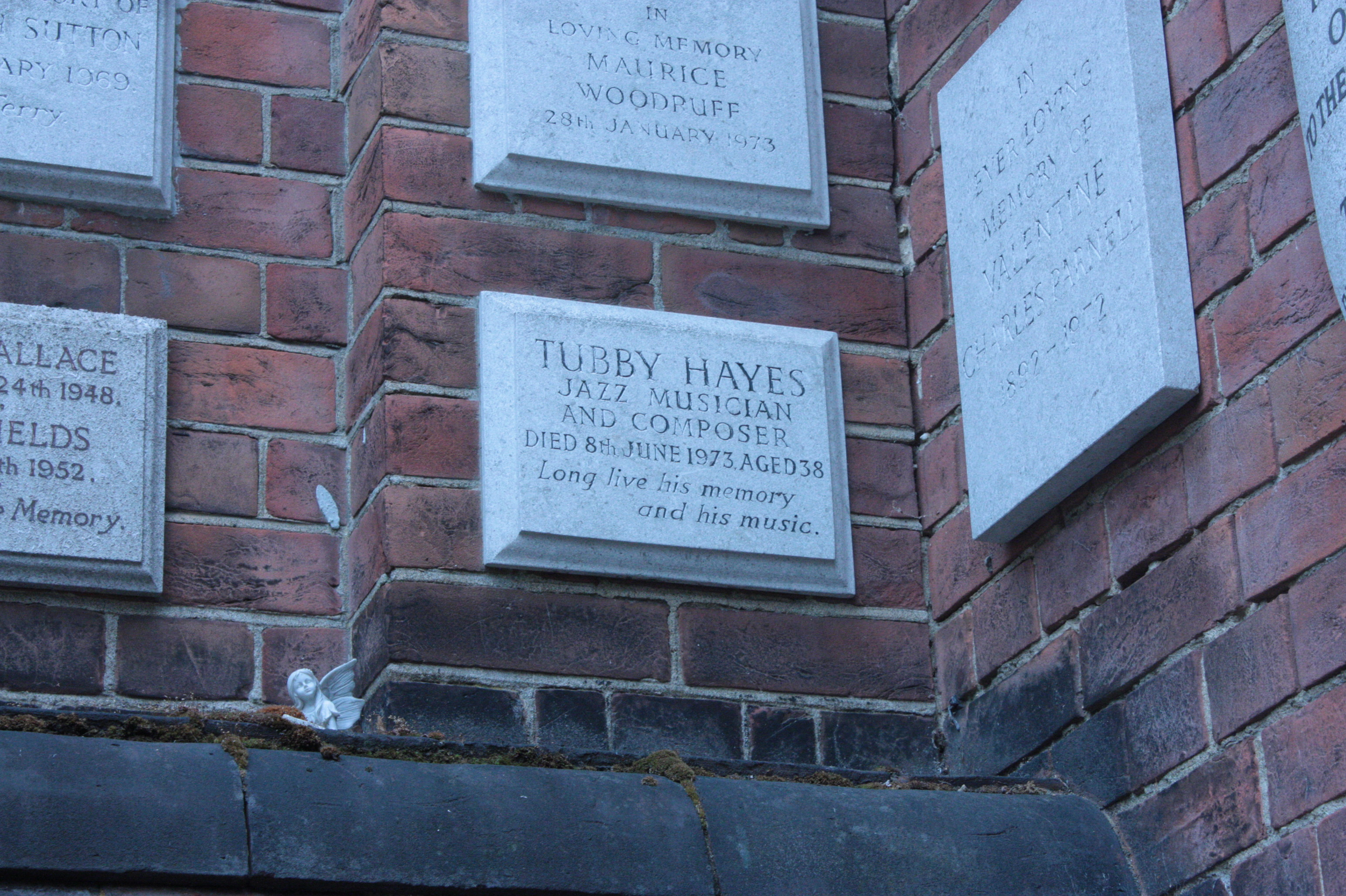
Gedenkstätte für Tubby Hayes, Krematorium Golders Green

Edward Brian „Tubby“ Hayes (* 30. Januar 1935 in London; † 8. Juni 1973 ebenda) war ein britischer Jazzmusiker (Tenorsaxophon, Flöte, Vibraphon, Komposition).

## Leben und Wirken
Hayes lernte mit acht Jahren Violine, wechselte mit zwölf ans Saxophon und wurde mit 15 Jahren Berufsmusiker. 1951 schloss er sich der Band von Kenny Baker an und spielte anschließend mit den Big Bands von Ambrose, Vic Lewis und Jack Parnell. 1955 und 1956 leitete er ein eigenes Oktett (u. a. mit Dickie Hawdon), mit dem er durch Großbritannien tourte. Zwischen 1957 und 1959 leitete er die Band Jazz Couriers, u. a. mit Ronnie Scott, Terry Shannon, Jeff Clyne und Bill Eyden bzw. Phil Seamen, mit der Aufnahmen für das Label Tempo entstanden; 1959 war er auch bei Kurt Edelhagen und ging mit dessen Orchester auf Deutschlandtournee. Als erster britischer Musiker spielte er zwischen 1961 und 1965 regelmäßig in den USA und nahm mit reputierten nordamerikanischen Musikern wie Rahsaan Roland Kirk, Clark Terry oder James Moody mehrere Platten auf. In London leitete er in den frühen 1960ern eine eigene Bigband, für die er die meisten Kompositionen schrieb. 1964 vertrat er bei einem Londoner Auftritt des Ellington Orchesters Paul Gonsalves. Mit Charles Mingus, Dave Brubeck, John Dankworth und Harry Beckett war er in dem Film Die heiße Nacht (All night long) (1963, Regie Basil Dearden, eine Othello-Variante) und mit der eigenen Combo in Wir zeigen, was wir haben (1964) und in Dr. Terror’s House of Horrors (1965, Regie Freddie Francis, mit Christopher Lee und Peter Cushing) zu sehen und zu hören. Er gastierte auf zahlreichen Jazzfestivals in Europa und leitete ein Quartett mit Mike Pyne, Ron Mathewson und Tony Levin. Hayes, der auch mit Cleo Laine arbeitete, starb während einer Herzoperation. Er wurde im Golders Green Crematorium in London eingeäschert, wo sich auch seine Asche befindet.
Ian Carr würdigte ihn als selten talentierten Komponisten und Arrangeur sowie als charismatischen Bigband-Leiter.

## Diskographie (Auswahl)
- For Members Only (1967)
- Mexican Green (1968)
- Live 1969 (1969)
- Tubby Hayes Quartet: Grits, Beans and Greens: The Lost Fontana Studio Sessions 1969 (1969, ed. 2019), mit Mike Pyne, Ron Mathewson, Spike Wells